# Červená Lhota (zámek)
Červená Lhota (německy Rothlhotta) je renesanční vodní zámek ve východní části jižních Čech na severu Jindřichohradecka. U něho se nachází stejnojmenná ves, nyní část obce Pluhův Žďár. Zámek s rybníkem, parkem a některými hospodářskými budovami je od roku 2001 národní kulturní památkou. Je ve vlastnictví státu (správu zajišťuje Národní památkový ústav) a je přístupný veřejnosti.

## Historie

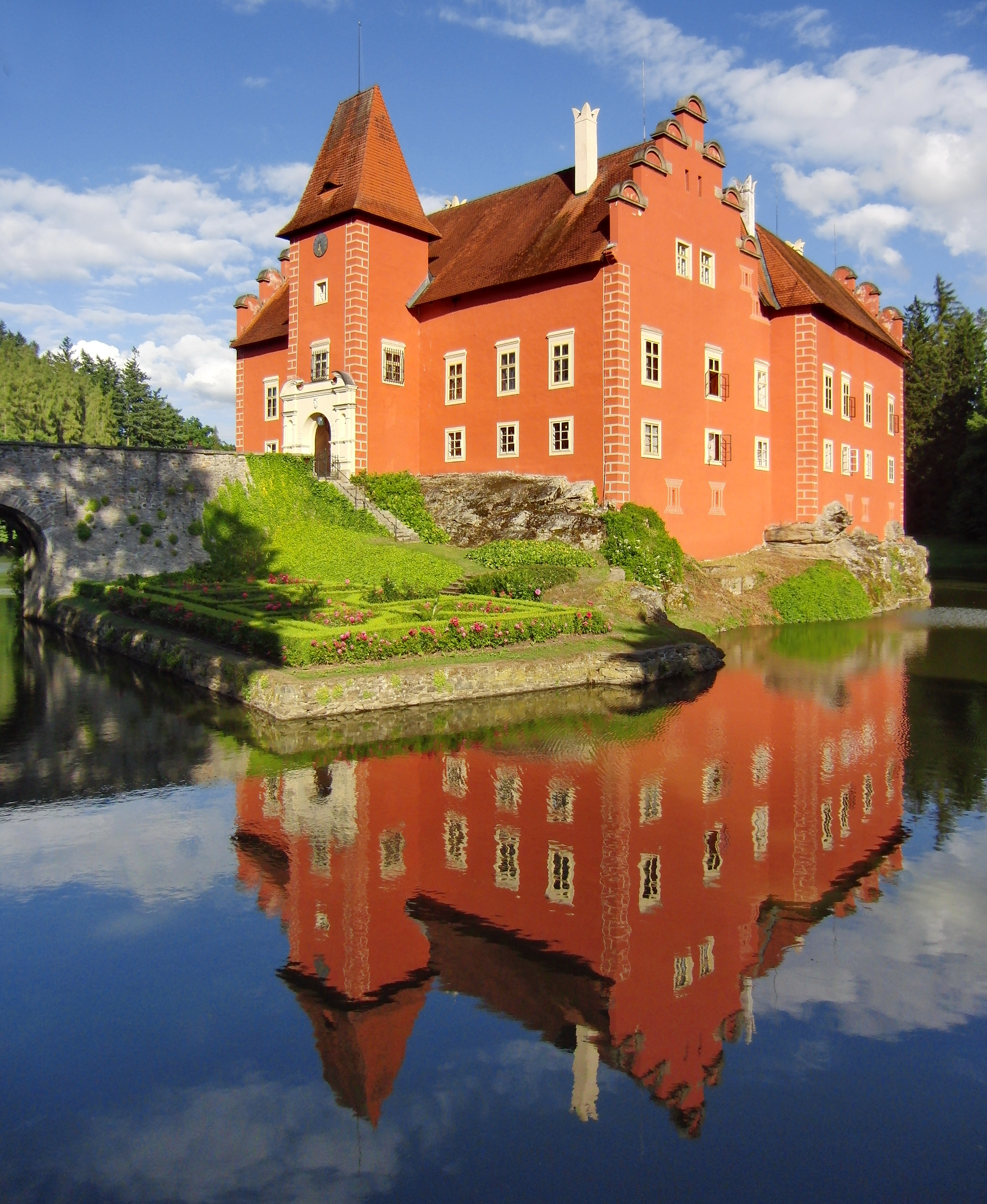
Zámek s odrazem na hladině

První písemná zmínka pochází z roku 1465. Gotická tvrz v údolí Dírenského potoka na ortorulovém skalním útesu vznikla již ve 14. století. Přehrazením potoka hrází a odlámáním skalní šíje se skála změnila v ostrov. V roce 1530 se majiteli tvrze stali rytíři Kábové z Rybňan. Jan Kába z Rybňan nechal starou gotickou tvrz přestavět na pohodlnější renesanční zámeček, zvaný od té doby Nová Lhota.
Pojmenování Červená Lhota se objevuje až od počátku 17. století, podle barvy zámku. Podle pověsti získal svou červenou barvu, když čert unesl nevěřící zámeckou paní, kterou na zámek přivedl rytíř Kába, a její krev pokryla stěny nesmazatelnou barvou. Lokální historické prameny se však nezmiňují o žádné události, s níž mohla legenda souviset.
Na konci 16. století získali zámek Růtové z Dírné. Jako utrakvistům jim ovšem byl majetek po bitvě na Bílé hoře roku 1620 konfiskován, i když se českého stavovského povstání nezúčastnili. V dobách třicetileté války vlastnil místní panství italský rytmistr Antonio Bruccio. Po jeho smrti koupil zámek v roce 1641 Vilém Slavata z Chlumu a Košumberka. Po roce 1641 a v letech 1658–1678 probíhaly na zámku barokní přestavby, které proměnily šlechtické sídlo na letohrádek, kam Slavatové zajížděli z nedalekého Jindřichova Hradce.
Po vymření rodu Slavatů po meči v roce 1693 zdědila Červenou Lhotu po roce neteř posledního Slavaty Marie Terezie. Provdala se za Arnošta Bedřicha z Windischgrätze kterému panství předala, a tím přešel letohrádek do rukou Windischgrätzů. Od poloviny 18. století se majitelé opět několikrát změnili. Za Ignáce Stillfrieda pobýval v letech 1796–1799 na zámku skladatel a spoluzakladatel německé opery Karl Ditters von Dittersdorf. Od roku 1835 vlastnili zámek postupně členové čtyř generací knížecí rodiny Schönburg-Hartenstein, německých říšských knížat. Jejich rod zámek obýval až do roku 1945, kdy jim jako německým občanům byl zkonfiskován. Poslední majitelé dali přestavět v polovině 19. století zámeckou věž a štíty upravit novogoticky. Mezi lety 1903–1913 byly za prince Johanna Schönburg-Hartensteina tyto úpravy odstraněny a nahrazeny památkově poučenou neorenesanční přestavbou podle projektu architekta Humberta Walchera z Moltheimu, která dala zámku jeho dnešní podobu.

## Popis
Zámek stojí na skále, která se přehrazením údolí a zvýšením hladiny vody stala ostrůvkem v zámeckém rybníku. Má uzavřenou čtyřkřídlou dispozici kolem čtvercového nádvoří. Přístup k zámku je po kamenném mostě. Uprostřed severního křídla proti mostu se nachází vstupní věž s barokním portálem z r. 1641.

## Zajímavosti
Antonio Bruccio, majitel zámku v dobách třicetileté války, nejenže nechal postavit kamenný most vedoucí k zámku na místě staršího dřevěného, ale také založil v nedaleké Deštné lázně. Léčivý pramen zázračně objevila jistá Kateřina Urbánková v r. 1599 na místě později objeveného pramene: „Zjevil se jí na poli vysoký muž s mládenečkem nad sníh bílým. Pozdvihl ruku k nebesům, hlavu třikrát sklonil a zmizeli. Na místě vyprýštily tři pramínkové léčivé vody.“
Svého času byly tyto lázně velmi oblíbeným místem, soutěžícím v popularitě i s Karlovými Vary. Dozvukem bývalé slávy je v dnešní době také již pozapomenutá značka minerální vody Deštenky.
Na zámku bylo natočeno několik filmových a televizních pohádek, jako například Zlatovláska.

## Návštěvnost
| Rok  | Počet návštěvníků |
| ---- | ----------------- |
| 2012 | 68 581            |
| 2013 | 62 710            |
| 2015 | 71 740            |
| 2016 | 80 495            |
| 2017 | 81 567            |
| 2018 | 79 873            |
| 2019 | 74 096            |
| 2020 | 52 448            |
| 2021 | 42 414            |
| 2022 | 46 051            |

Prohlídka hlavní trasy zámku trvá asi 50 minut, během ní lze vidět 16 pokojů, představujících bydlení šlechty v 19. a na začátku 20. století.
Prohlídka vedlejší trasy, podkrovních pokojů, trvá okolo 30 minut, během ní lze vidět 9 místností, představující pokoje dětí posledních majitelů.
Prohlídka vedlejší trasy, sklepů, je přístupná pouze v letních měsících a trvá okolo 20 minut, během ní lze vidět 3 sklepení části. Během prohlídky se dozvíte detailnější informace o historii architektury Červené Lhoty.
Zámek Červená Lhota je třetím nejnavštěvovanějším zámkem v Jihočeském kraji (po Českém Krumlově a Hluboké); v roce 2014 jej navštívilo přes 70 tisíc lidí, v roce 2016 přes 75 tisíc (v předchozích letech 2010 až 2013 návštěvnost kolísala mezi 63 a téměř 82 tisíci).

## Galerie

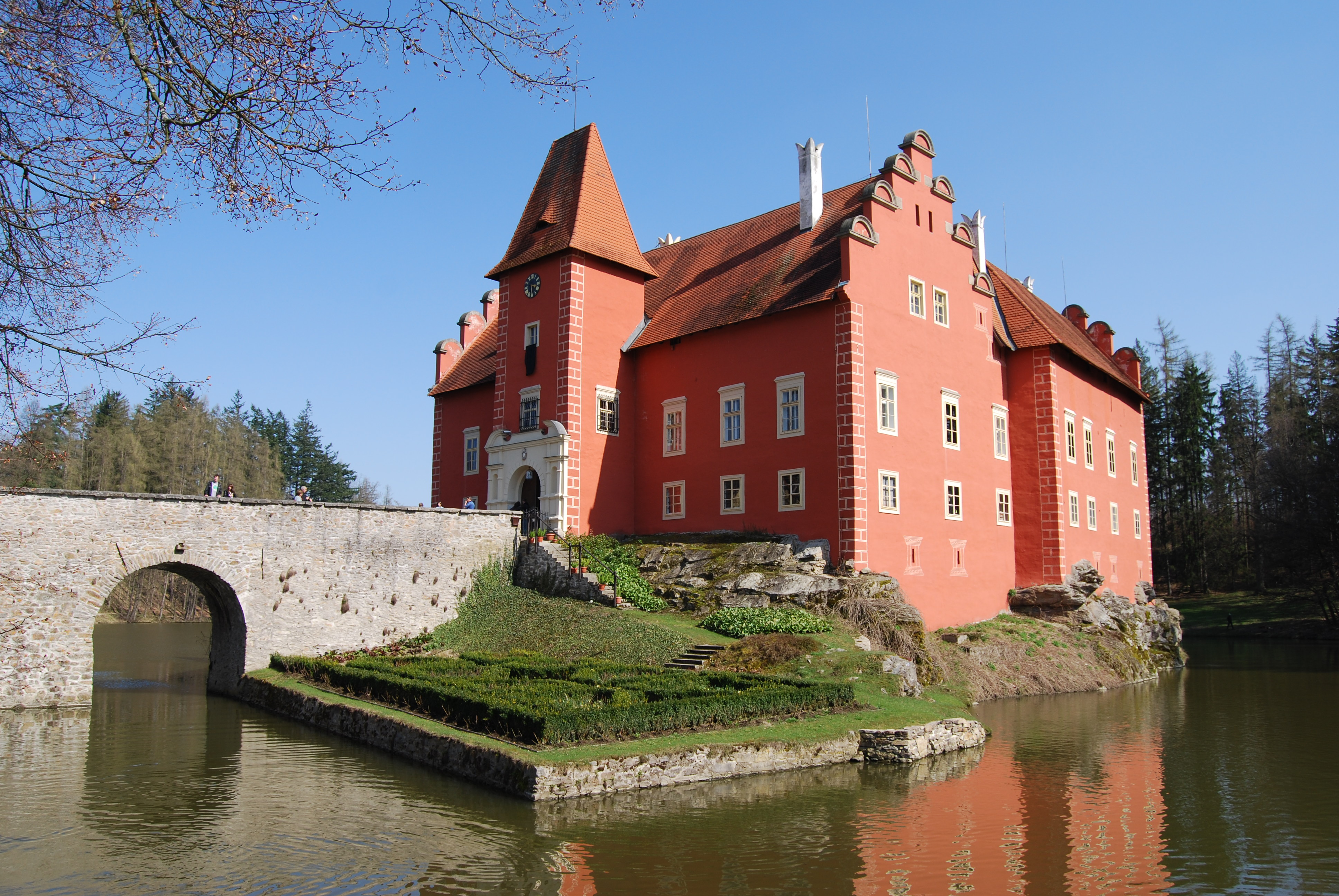
Zámek s přístupovým mostem
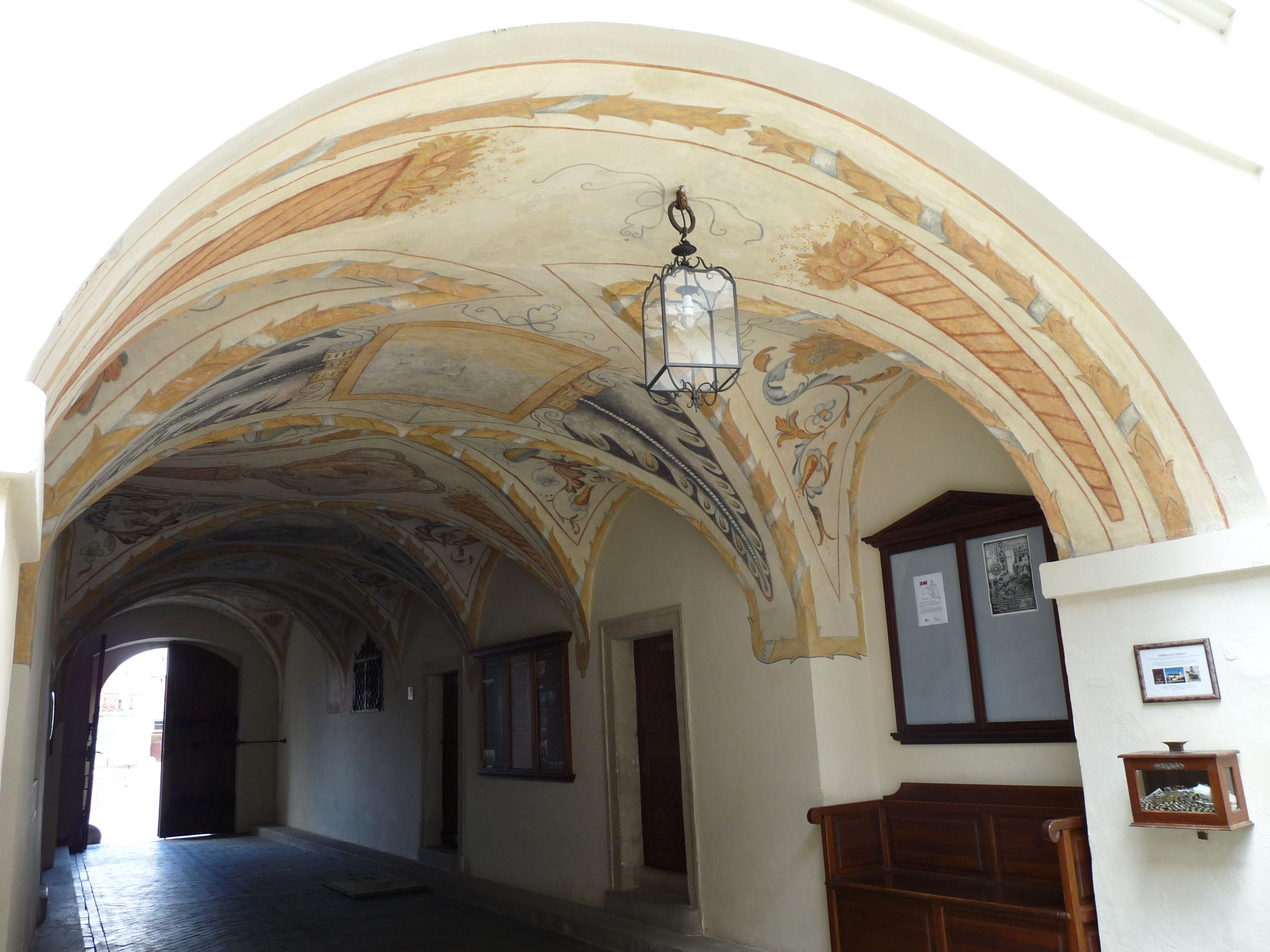
Průjezd pod věží
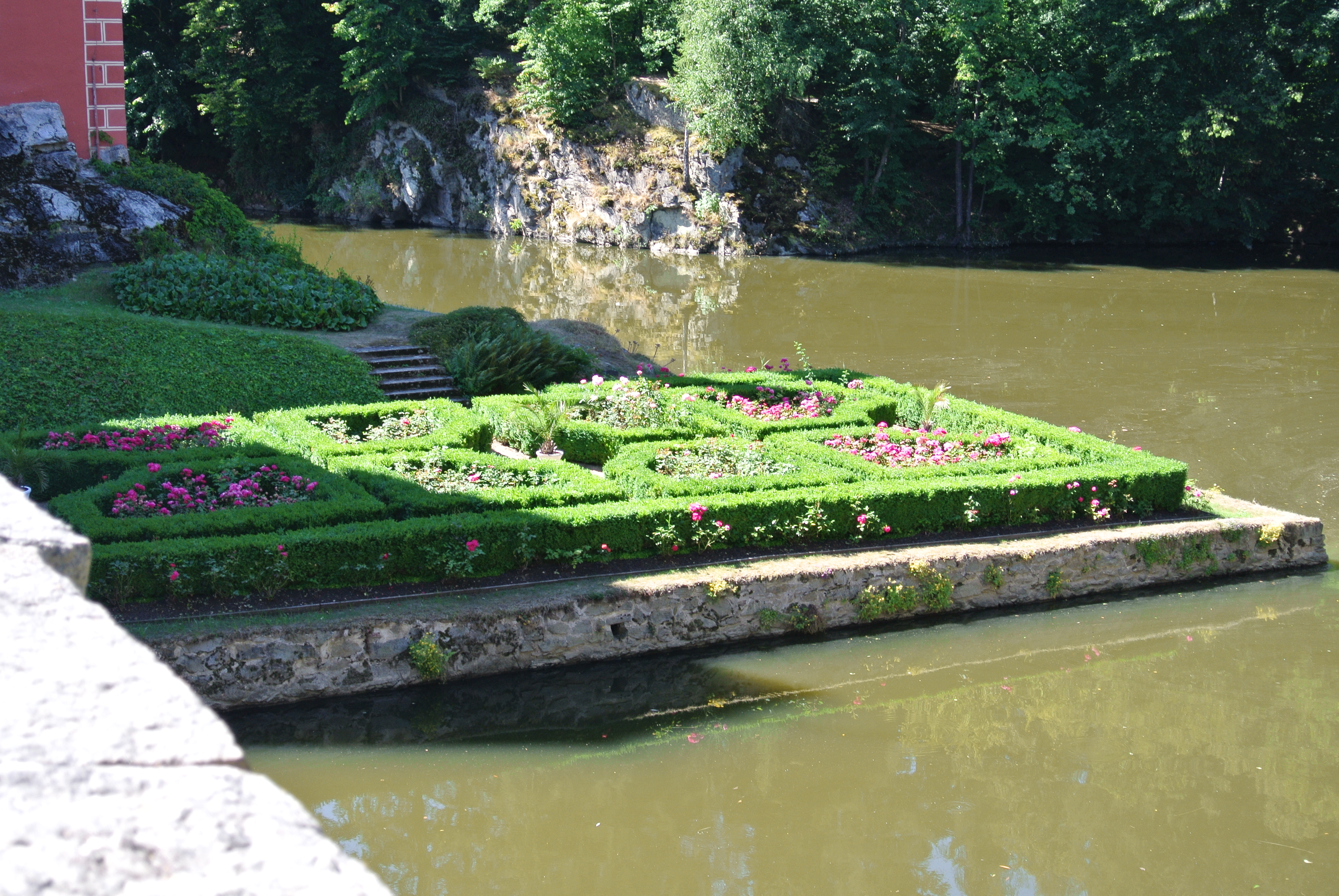
Detail zahrady
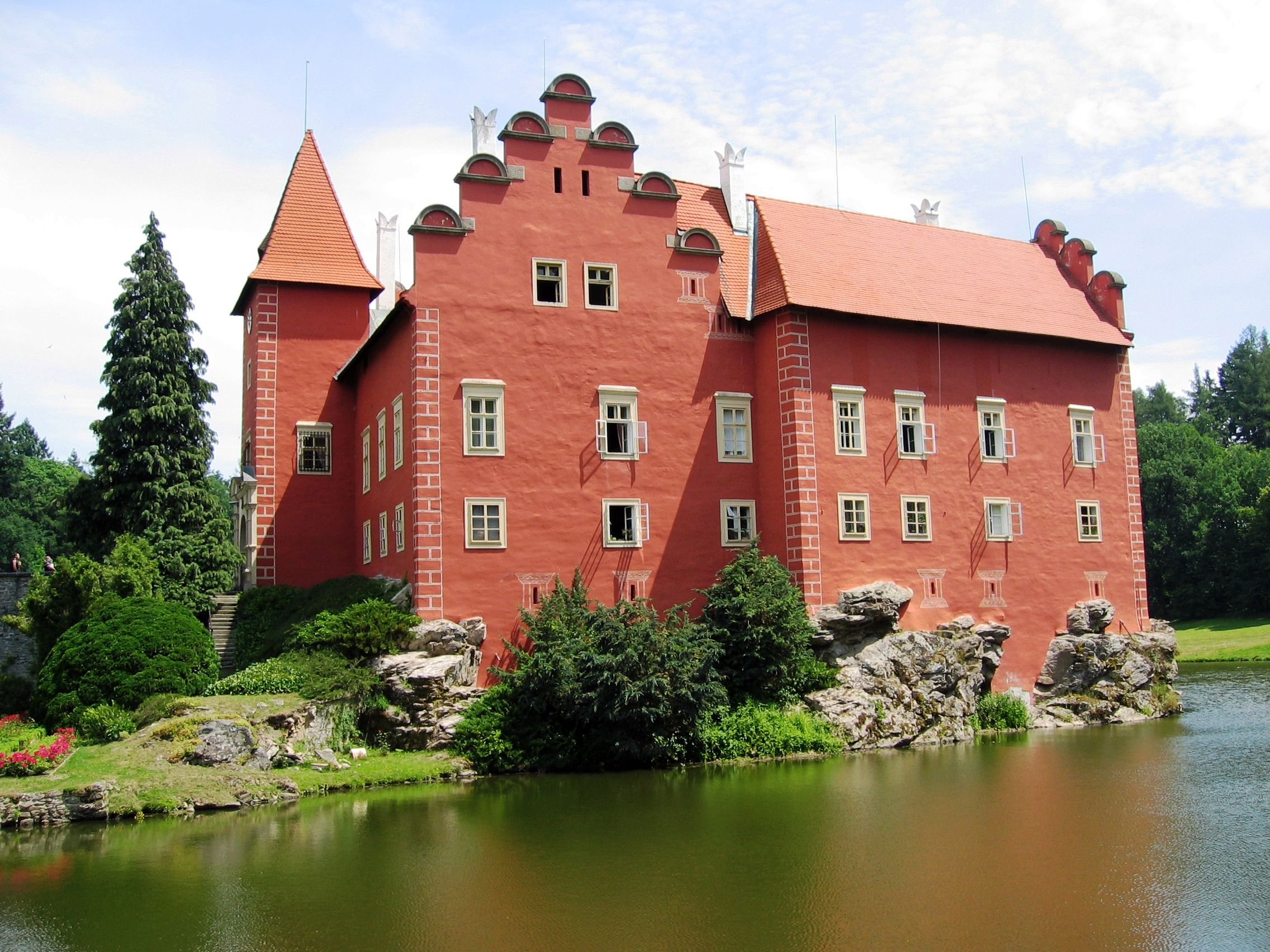
Pohled od severozápadu
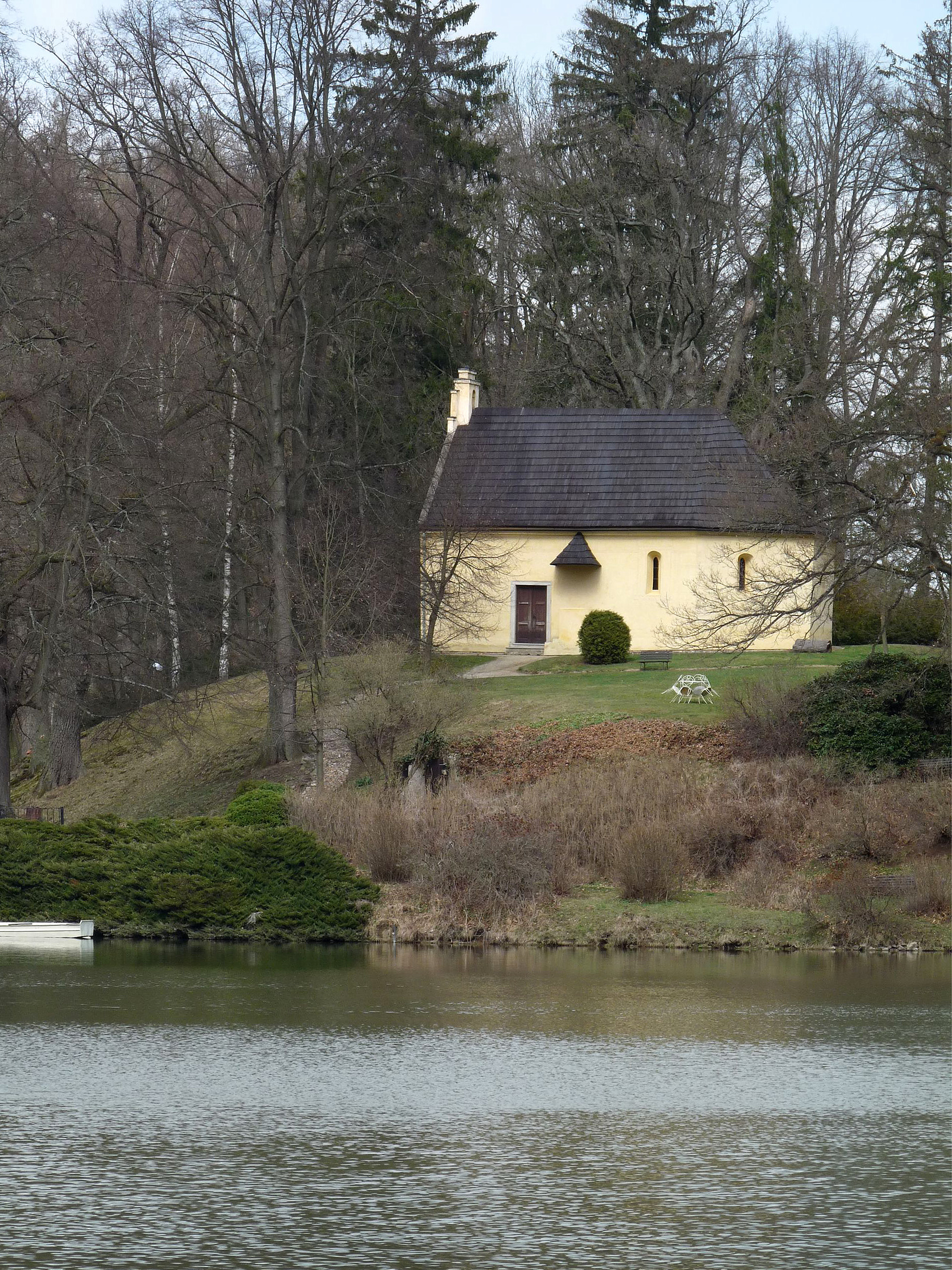
Zámecká kaple Nejsvětější Trojice
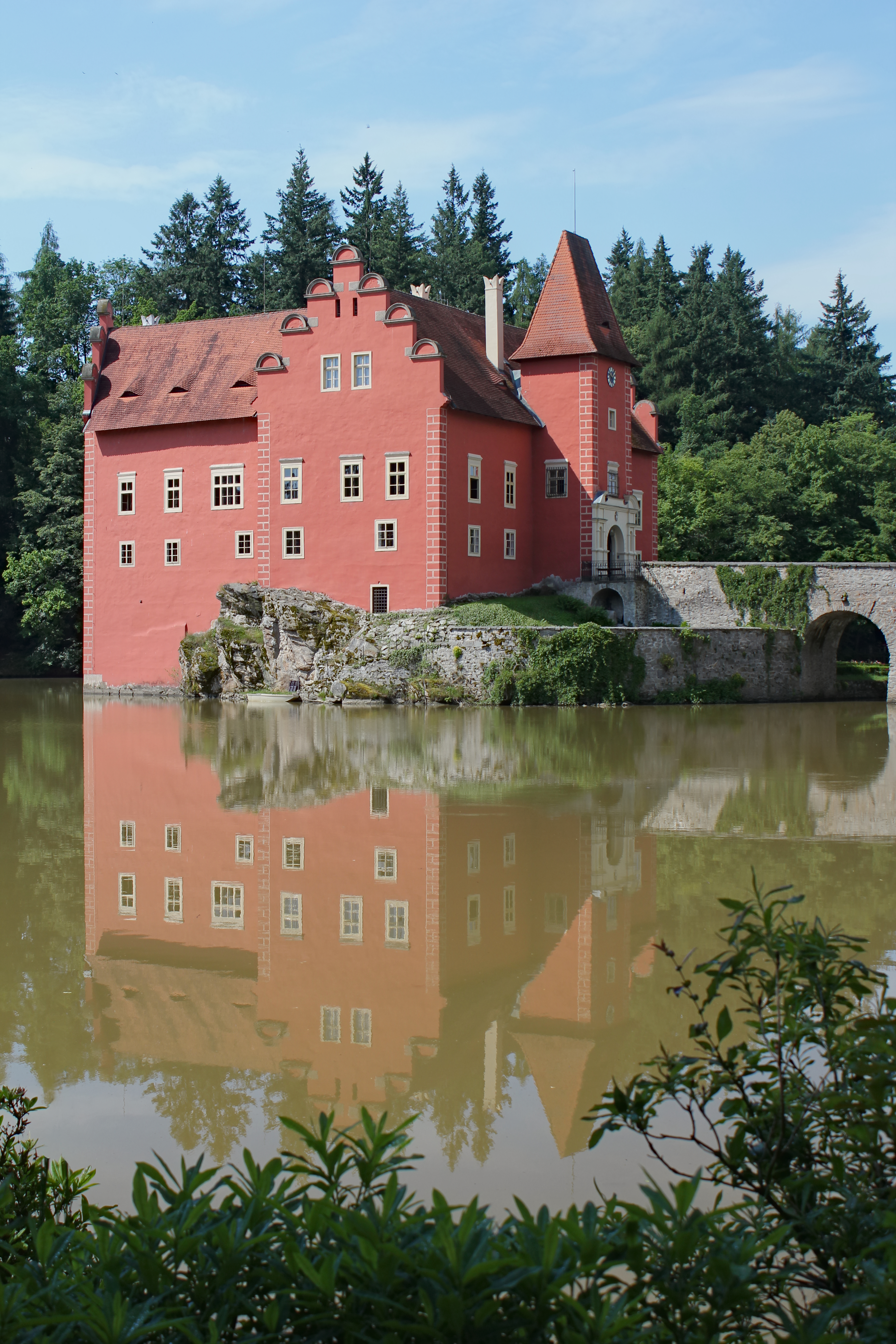
Pohled na zámek přes rybník
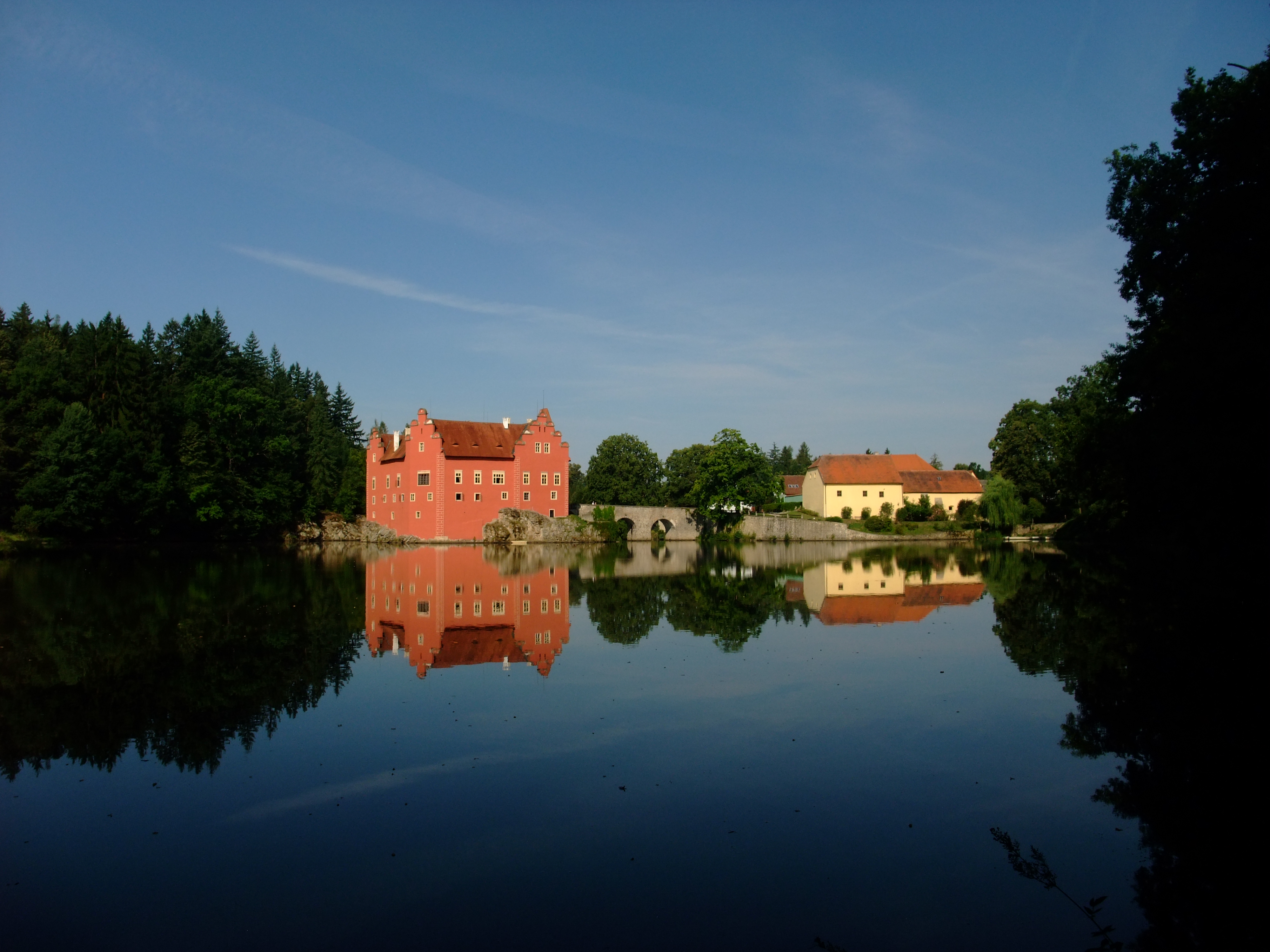
Pohled na zámek přes zámecký rybník